# Miglianico Tour
La Miglianico Tour è una manifestazione podistica di 18 km ideata da Roberto Terenzio nel 1971. L'evento, che si tiene in Abruzzo a Miglianico in provincia di Chieti, si ripete con cadenza annuale la seconda domenica di agosto.

## Storia
L'idea nacque alla fine degli anni sessanta nel periodo in cui gli italiani stavano scoprendo la passione per le camminate e le corse all'aria aperta, in montagna e nei parchi cittadini.
A Milano gruppetti di podisti si allenavano in modo molto amatoriale per partecipare a marce non competitive all'estero come la nota Quattro giorni di Nimega nei Paesi Bassi.

In questi gruppetti si incontrarono Roberto Terenzio e Renato Cepparo che stava pensando di organizzare marce non competitive e di creare un'associazione sportiva per aggregare gli amatori in Italia.

I suoi consigli fornirono a Roberto Terenzio lo spunto per programmare una manifestazione a carattere non competitivo a Miglianico, piccolo comune in provincia di Chieti.

La prima edizione si svolse l'8 settembre 1971 poco prima della Milano-Proserpio e della Stramilano e fu il primo evento podistico in Abruzzo ed uno dei primissimi in Italia, non organizzato dalla Federazione Italiana di Atletica Leggera, su distanze superiori ai 15 km.

Nel 1972 Roberto Terenzio costituì il Gruppo Sportivo ADES Miglianico che curò le successive edizioni e che nel 1976, al termine della sesta, affidò a Nicola Mincone tutti i compiti organizzativi.
 Nicola Mincone è stato responsabile della struttura organizzativa dal 1977 al 2025.

## Percorso
Il circuito di 9 km, con partenza e arrivo nella piazza principale, è da ripetere due volte per un totale di 18 km.
Il percorso è misto con dure salite, tratti pianeggianti e discese.
Il tracciato è rimasto invariato dal 1971.

## Competizione
Nel corso degli anni la manifestazione è diventata a carattere competitivo con la partecipazione di atleti di rilevanza nazionale ed internazionale in gara con gli amatori.
Tra la fine degli anni novanta ed i primi anni duemila i tecnici federali del settore fondo e mezzofondo seguivano gli atleti della Nazionale alla Miglianico Tour per misurarne le prestazioni, ritenendola l'ultimo test utile per affinare la preparazione alle gare olimpiche, mondiali ed europee che si svolgevano d'estate.
Dal 1990 è stato inserito in calendario un percorso di 9 km riservato agli amatori.
Dal 2016 la manifestazione si svolge in notturna.

### Record
| Uomini          | Nazione | Tempo  | Anno |
| --------------- | ------- | ------ | ---- |
| Philip Sanga    | Kenya   | 51'11" | 2006 |
| Donne           | Nazione | Tempo  | Anno |
| Souad Ait Salem | Algeria | 58'26" | 2006 |

### Memorial Walter Sallustio
Dal 1993 al 2004, prima della partenza della Miglianico Tour, Nicola Mincone organizzò una gara su un percorso cittadino di 10 km riservata esclusivamente ad atleti di livello internazionale.

## Albo d'oro
L'albo d'oro è stato desunto dal libro del G.S.ADES Il sogno e la corsa fino al 2010 e dall'archivio della A.S.D. ADES Miglianico.
| Anno | Uomini                     | Tempo         | Donne                | Tempo         |
| ---- | -------------------------- | ------------- | -------------------- | ------------- |
| 1971 | Pasqualino Colombaro       | 1h10'03"      |                      |               |
| 1972 | Piero Del Zoppo            | 1h04'20"      |                      |               |
| 1973 | Piero Del Zoppo            | 1h01'56"      |                      |               |
| 1974 | Alessandro Cervigni        | 58'31"        |                      |               |
| 1975 | Alessandro Cervigni        | 57'15"        |                      |               |
| 1976 | Alessandro Cervigni        | 56'32"        |                      |               |
| 1977 | Adelio Bocci               | 58'37"        |                      |               |
| 1978 | Adelio Bocci               | 1h01'58"      |                      |               |
| 1979 | Piero Di Pasquale          | 1h01'19"      |                      |               |
| 1980 | Alessandro Cervigni        | 54'58"        |                      |               |
| 1981 | Piero Del Zoppo            | 57'52"        |                      |               |
| 1982 | Franco Boffi               | 56'19"        |                      |               |
| 1983 | John Brenneman             | 56'12"        |                      |               |
| 1984 | Antonio Erotavo            | 54'34"        |                      |               |
| 1985 | Giuseppe Pambianchi        | 54'33"        |                      |               |
| 1986 | Orlando Pizzolato          | 53'23"        |                      |               |
| 1987 | El Mostafa Nechchadi       | 53'03"        |                      |               |
| 1988 | Orlando Pizzolato          | 53'33"        |                      |               |
| 1989 | Diamantino dos Santos      | 54'09"        |                      |               |
| 1990 | Salvatore Bettiol          | 51'19"        |                      |               |
| 1991 | Andrew Masai               | 53'07"        |                      |               |
| 1992 | Said Ermili                | 53'53"        | Tatyana Zuyeva       | 1h05'18"      |
| 1993 | Gabriele Sigismondi        | 1h00'06"      | Tatiana Oussacheva   | 1h06'15"      |
| 1994 | Arturo Rossi               | 59'14"        | Anastasia Danchinova | 1h05'41"      |
| 1995 | Arturo Rossi               | 57'27"        | Anastasia Danchinova | 1h03'47"      |
| 1996 | Camillo Campitelli         | 58'34"        | Rimma Dubovik        | 1h05'40"      |
| 1997 | Camillo Campitelli         | 57'45"        | Gigliola Borghini    | 1h05'12"      |
| 1998 | Camillo Campitelli         | 58'31"        | Laura Fogli          | 1h03'30"      |
| 1999 | Andrea Santurbano          | 57'39"        | Gigliola Borghini    | 1h08'56"      |
| 2000 | Salvatore Bettiol          | 54'04"        | Tiziana Di Sessa     | 1h07'55"      |
| 2001 | Andrea Santurbano          | 56'20"        | Nadezhda Galyamova   | 1h04'27"      |
| 2002 | Andrea Santurbano          | 56'54"        | Marcella Mancini     | 1h05'20"      |
| 2003 | Andrea Santurbano          | 57'28"        | Marcella Mancini     | 1h04'07"      |
| 2004 | Alberico Di Cecco          | 52'58"        | Merima Demboda       | 1h00'43"      |
| 2005 | Martin Lel                 | 51'21"        | Marcella Mancini     | 1h03'48"      |
| 2006 | Philip Sanga               | 51'11"        | Souad Ait Salem      | 58'26"        |
| 2007 | Daniel Kiprop Limo         | 53'11"        | Souad Ait Salem      | 1h00'20"      |
| 2008 | Rugut Kipngetich Nahashion | 53'34"        | Marzena Michalska    | 1h03'47"      |
| 2009 | Rugut Kipngetich Nahashion | 55'36"        | Ana Nanu             | 1h07'24"      |
| 2010 | Nicodemus Biwott           | 56'32"        | Laura Giordano       | 1h05'13"      |
| 2011 | Nicodemus Biwott           | 56'54"        | Marcella Mancini     | 1h05'11"      |
| 2012 | Paul Tiongik               | 54'02"        | Laura Giordano       | 1h04'11"      |
| 2013 | Ezekiel Kiprotich Meli     | 52'32"        | Laura Giordano       | 1h04'39"      |
| 2014 | Alberico Di Cecco          | 59'01"        | Chiara Cruciani      | 1h13'44"      |
| 2015 | Carmine Buccilli           | 57'47"        | Eunice Chebet        | 1h11'20"      |
| 2016 | Giuseppe Molteni           | 57'25"        | Rosa Alfieri         | 1h10'38"      |
| 2017 | Giuseppe Molteni           | 57'13"        | Michela Ciprietti    | 1h09'46"      |
| 2018 | Dario Santoro              | 56'19"        | Marcella Mancini     | 1h12'44"      |
| 2019 | Gideon Kiplagat Kurgat     | 57'24"        | Lorella Buzzelli     | 1h19'05"      |
| 2020 | Non disputata              | Non disputata | Non disputata        | Non disputata |
| 2021 | Andrea Falasca Zamponi     | 59'45"        | Daniela Romilio      | 1h19'14"      |
| 2022 | Peter Wanyoike             | 58'21"        | Marika Monaldi       | 1h06'43"      |
| 2023 | Lorenzo Dell'Orefice       | 58'29"        | Marika Monaldi       | 1h05'21"      |
| 2024 | Louis Intunzinzi           | 54'58"        | Marika Monaldi       | 1h05'05"      |
| 2025 | Stefano Massimi            | 56'40"        | Alessia Righetti     | 1h07'59"      |

### Plurivincitori
| Atleta                     | Anni                   |
| -------------------------- | ---------------------- |
| Alessandro Cervigni        | 1974, 1975, 1976, 1980 |
| Andrea Santurbano          | 1999, 2001, 2002, 2003 |
| Camillo Campitelli         | 1996, 1997, 1998       |
| Piero Del Zoppo            | 1972, 1973, 1981       |
| Salvatore Bettiol          | 1990, 2000             |
| Adelio Bocci               | 1977, 1978             |
| Alberico Di Cecco          | 2004, 2014             |
| Giuseppe Molteni           | 2016, 2017             |
| Nicodemus Biwott           | 2010, 2011             |
| Orlando Pizzolato          | 1986, 1988             |
| Arturo Rossi               | 1994, 1995             |
| Rugut Kipngetich Nahashion | 2008, 2009             |